# Pellaea stictica
Pellaea stictica är en insektsart som först beskrevs av William Sweetland Dallas 1851.  Pellaea stictica ingår i släktet Pellaea och familjen bärfisar. Inga underarter finns listade i Catalogue of Life.